# Гострошапка
Гострошапка (Oxymitra) — єдиний рід родини печіночникових Oxymitraceae порядку маршанцієвих. Рід включає два-три види.
Вид Oxymitra paleacea зустрічається в Європі, Південній Америці та Північній Америці (Техас, Оклахома, Канзас і Міссурі, на пісковику або магматичних субстратах). Північноамериканські рослини іноді вважалися окремим видом O. androgyna, але частіше їх включали в ширше визначення O. paleacea. Вид Oxymitra cristata зустрічається в Південній Африці.